# Tsugumasa Muraoka

Tsugumasa Muraoka (2022)

Tsugumasa Muraoka (jap. 村岡 嗣政, Muraoka Tsugumasa; * 7. Dezember 1972 in Ube, Präfektur Yamaguchi) ist ein japanischer Politiker und seit dem 25. Februar 2014 Gouverneur von Yamaguchi.
Muraoka, Absolvent der wirtschaftswissenschaftlichen Fakultät der Universität Tokio, arbeitete nach seinem Abschluss 1996 für das Ministerium für Selbstverwaltung, einem Vorläufer des heutigen Ministeriums für allgemeine Angelegenheiten. Er war unter anderem in den Präfekturverwaltungen von Hokkaidō und Kōchi, in der Verwaltung der Stadt Hiroshima und zuletzt in der Abteilung tätig, die für die Finanzen der Gebietskörperschaften zuständig ist (jichi-zaisei-kyoku).
Als im Januar 2014 der Gouverneur seiner Heimatpräfektur, Shigetarō Yamamoto, zurücktrat, verließ Muraoka das Ministerium, um bei der vorgezogenen Gouverneurswahl im Februar 2014 zu kandidieren. Liberaldemokratische Partei und Kōmeitō unterstützten seine Kandidatur, gegen zwei Kandidaten setzte er sich mit mehr als 60 % der Stimmen durch.